# Elmar Jürgens
Elmar Jürgens (* 13. Oktober 1954) ist ein ehemaliger deutscher Fußballspieler, der in Deutschland und Belgien aktiv war.

## Sportlicher Werdegang
Jürgens spielte in der Jugend bei der SpVg Olpe, unter Trainer Gerd vom Bruch debütierte er im Erwachsenenbereich. Anschließend folgte er dem vormaligen Olper Trainer Werner Schumacher zum VfB Altena in die Verbandsliga Westfalen. Von dort wechselte er zu Rot-Weiß Lüdenscheid, wo er in der 2. Bundesliga debütierte. In der Spielzeit 1977/78 war er mit 15 Toren in 26 Saisonspielen einer der Garanten für den Klassenerhalt des Aufsteigers. Daraufhin wechselte er innerhalb der Liga zu Preußen Münster, der vormalige Bundesligist hatte als Tabellendritter nur knapp den Aufstieg verpasst. In der Spielzeit 1978/79 platzierte er sich mit 21 Saisontoren unter den besten Torschützen der Meisterschaft, der Klub wurde damit erneut Tabellendritter. Nach drei Toren in den ersten acht Ligaspielen der folgenden Saison wechselte er dennoch innerhalb der Liga, neue Station wurde der SC Fortuna Köln – ironischerweise bestritt er sein letztes Spiel im Münsteraner Dress am 15. September 1979 gegen Alemannia Aachen, gegen den gleichen Gegner lief er am 27. Oktober erstmals im neuen Trikot auf und trug bei seinem Debüt direkt mit zwei Treffern zum 3:3-Unentschieden bei. Dennoch stand er im Schatten von Karl-Heinz Mödrath, lediglich sieben Saisontreffer erzielte er für die Kölner und rückte in der Spielzeit 1980/81 unter dem neuen Trainer Martin Luppen endgültig ins zweite Glied – bei sieben Saisoneinsätzen wurde er sechsmal eingewechselt.
Im Sommer 1981 wechselte Jürgens zum belgischen Traditionsklub RFC Lüttich in die 1. Division. Mit dem Klub spielte er in den folgenden Jahren vornehmlich gegen den Abstieg aus der höchsten Spielklasse, ehe die Mannschaft unter Trainer Robert Waseige sich am Ende der Spielzeit 1984/85 als Tabellendritter erneut für den Europapokal qualifizierte. Verletzungsbedingt musste Jürgens jedoch zunehmend kürzertreten, 1985 lotste ihn der Sponsor des FC Remscheid zurück nach Deutschland, wo er beim Doppelboden-Hersteller parallel zum Ausklingen seiner Karriere eine Laufbahn startete. 1999 machte Jürgens sich in der Immobilienverwaltung in seiner Heimatstadt Olpe selbständig.